# Лора, Сесар
Сесар Лора (исп. César Lora; 15 августа 1927, Москари, Боливия — 29 июля 1965, Сакана) — боливийский шахтёр, профсоюзный деятель и троцкистский активист, член Революционной рабочей партии (РРП). Младший брат известного левого лидера Гильермо Лоры.

## Биография
Сесар Лора родился 15 августа 1927 года, вероятно, в сельской местности недалеко от Москари (муниципалитет Сан-Педро-де-Буэна-Виста), а своё детство провёл и школу посещал в Унсии.
По совету старших сестёр он переехал в Оруро (в 13 или 14 лет), приняв твёрдое решение поступить в местный политехникум технического университета, но успехом этот план не увенчался. Во время своего пребывания в Оруро он делил скромную комнату со своим братом Гильермо Лорой, приобщившего его к революционной деятельности через книги. На Сесара, как и на всю страну, большое влияние оказали составленные при активном участии его брата «Тезисы Пулакайо» — радикальная программа горняков, отобразившая троцкистские установки Революционной рабочей партии в борьбе против оловянной олигархии и за организацию «рабоче-крестьянского правительства».
После «Горнодобывающего конгресса Пулакайо» (1946) Сесар Лора, не получая зарплаты, отождествил себя с пролетариатом и посвятил свою жизнь борьбе этого класса. Изменения в его мышлении и образе жизни материализовались после переезда в шахтёрский городок Льяльягуа. Поскольку там он активно контатировал с активистами как РРП, так и Националистического революционного движения, то пережил период колебаний между марксизмом и национализмом.
Несмотря на своё отвращение к военным, особенно к высшим эшелонам, ему пришлось пройти обязательную военную службу. Командование полка в качестве наказания за постоянные трения с начальством отправило его в отдалённый пустынный район департамента Оруро Курауара-де-Карангас. В крепости, затерянной в Андах, где солдаты едва перебивались на скудной диете из киноа и мяса ламы, Сесар подружился с будущим политиком НРД Хосе Феллманом Веларде, оказывавшим политическое влияние на других солдат, в том числе на знаменитого Захари Плазу, который позже станет главным преследователем Лоры.
Эта группа в конечном итоге организовала восстание против командира «Курауары». После его подавления восстания заговорщиков, включая Лору, доставили в «Национальный панаптико» в Ла-Пасе и подвергли пыткам. Ео брат Гильермо помогал ему и предоставлял троцкистскую литературу, под влиянием которой Сесар стал воинствующим членом РРП.
Сесар Лора, как и его брат, выступал одним из столпов фракции РРП, как программно, так и организационно защищавшей большевистские принципы в противостоянии как с всемогущим после Боливийской национальной революции НРД, так и с «паблоистами» внутри самой РРП, возглавших надежды на «лечинизм» как «рабочую партию» и «левое движение» у власти. Фракция выступала против левого национализма и сталинизма в рабочем движении. Сесар Лора тогда уже работал на шахте Сигло XX (20 век) и сумел объединить вокруг себя ряд горняков, которые вскоре стали костяком РРП на национальном уровне. Исаак Камачо, вскоре также прибывший на шахты, стал лучшим другом и соратником Сесара Лоры.

## Гибель
Вскоре после контрреволюционного переворота под руководством Рене Барриентоса Ортуньо в ноябре 1964 года жизнь Сесара Лоры изменилась: из-за преследований властей он был вынужден покинуть шахту и укрыться в небольшой деревне к северу от Потоси, где его настигли правительственные убийцы, прострелившие 38-летнему оппозиционеру голову.
Сопровождавший его Камачо оставил свидетельство обстоятельств гибели товарища: «29 июля 1965 года находились на окраине Саканы, расположенной в трёх лигах от Сан-Педро-де-Буэна-Вью. Около слияния рек Торакари и Вентилья он встретил группу гражданских под началом Просперо Рохаса, Эдуардо Мендосы и еще одного человека по имени Осио… После ареста его везли в тюрьму Сан-Педро, но по дороге, в нескольких метрах от переправы через реку, начали избивать и вдруг раздался выстрел. Выстрел, резкий и точный, мгновенно убил его».
Тело убитого было перевезено в Сигло XX и похоронено в штаб-квартире профсоюза. На похорон из дальних мест стекались горняки и крестьяне, закутанные в чёрные пончо. В заупокойных речах они обещали отомстить за его смерть.